# Pinckard (Alabama)
Pinckard é uma cidade  localizada no estado americano de Alabama, no Condado de Dale.

## Demografia
Segundo o censo americano de 2000, a sua população era de 667 habitantes.
Em 2006, foi estimada uma população de 636, um decréscimo de 31 (-4.6%).

## Geografia
De acordo com o United States Census Bureau, a localidade tem uma área de 13,8 km², sem área coberta por água. Pinckard localiza-se a aproximadamente 52 m acima do nível do mar.

## Localidades na vizinhança
O diagrama seguinte representa as localidades num raio de 16 km ao redor de Pinckard.